# Pallacanestro Olimpia Milano 1975-1976
Questa voce raccoglie le informazioni riguardanti la Pallacanestro Olimpia Milano nelle competizioni ufficiali della stagione 1975-1976.

## Verdetti stagionali
Competizioni nazionali
- Serie A1:[1]

regular season: 11º posto su 12 squadre (6 partite vinte su 22)
poule classificazione: retrocessa
Competizioni europee
- Coppa delle Coppe: Vincitrice[1] (3º titolo)

## Stagione
L'Olimpia affronta la stagione sponsorizzata Cinzano e guidata dall'allenatore Filippo Faina. Disputa la Coppa delle Coppe che la vede trionfare per la terza volta nella finale del 17 marzo 1976 al PalaRuffini di Torino per 88 a 83 sui francesi dell'ASPO Tours.
In Campionato invece l'Olimpia giunge 11º sulle 12 partecipanti alla regular season di A1, deve quindi partecipare alla poule classificazione al termine della quale, l'11 aprile 1976, matura la sua prima retrocessione in A2.

## Roster
- Italia Maurizio Benatti
- Italia Sergio Borlenghi
- Italia Maurizio Borghese
- Italia Franco Boselli
- Italia Giuseppe Brumatti  [4]
- Italia Paolo Bianchi
- Italia Vittorio Ferracini
- Italia Antonio Francescatto
- Stati Uniti Red Robbins
- Italia Stati Uniti Mike Sylvester

## Mercato
Non sono più presenti nel roster: Bariviera spostatosi a Forlì e Iellini destinato a Varese. Hughes va a giocare in NBA, il nuovo americano è Red Robbins, esordiscono Francescatto e Dino e Franco Boselli.